# Otosclerosi
L'otosclerosi (o otospongiosi) è un'entità patologica caratterizzata da una forma osteodistrofica della capsula labirintica con possibile e frequente interessamento della nicchia della finestra ovale e conseguente ipomobilità della staffa.
La patologia consiste in una crescita anormale delle ossa vicine all'orecchio medio.

## Epidemiologia
La sua forma asintomatica è spesso reperibile occasionalmente in circa un soggetto su 10; la forma sintomatica compare invece in un soggetto su 250. Compare in soggetti di età compresa tra i 20 e 30 anni, con maggiore prevalenza nel sesso femminile. Raramente si manifesta dopo i 50 anni.

## Eziologia e patogenesi
Benché non siano ancora disponibili dati certi sulla eziopatogenesi della otosclerosi, sono state poste diverse ipotesi:
- Ipotesi virale: nelle cellule della capsula otica è presente il recettore glicoproteico per i paramyxovirus, rendendo le strutture dell'orecchio interno particolarmente sensibili alle infezioni sostenute da questi virus. In accordo con tale ipotesi, nei soggetti con otosclerosi è stata inoltre riscontrata la presenza di materiale genetico e proteico del virus del morbillo.
- Ipotesi autoimmune: in alcuni soggetti con otosclerosi è possibile riscontrare la presenza di autoanticorpi diretti verso il collagene embrionale di tipo II, tessuto presente nell'adulto soltanto a livello della capsula labirintica.
- Ipotesi disendocrina: frequente nel sesso femminile, associata alla pubertà, all'allattamento e alla gravidanza.[4] Un'altra ipotesi riguarda la funzione paratiroidea, in quanto un disparatiroidismo potrebbe innescare l'osteodistrofia tipica di questa patologia.
- Ipotesi vascolare: l'alterazione della struttura vascolare dell'orecchio interno può esitare verso un inadeguato apporto ematico alle strutture capsulari, con conseguente distrofia.
- Ipotesi genetica:[5] in molti soggetti con osteosclerosi (50%) è possibile riconoscere una forma familiare. La trasmissione avviene con modalità autosomico dominante a bassa penetranza.

## Anatomia patologica
In caso di otosclerosi è possibile identificare 3 fasi progressive caratterizzate da precipue alterazioni anatomo-patologiche:
1. Fase della congestione osteoide: i canali Haversiani si dilatano consensualemente alla tumefazione delle strutture perivascolari subcapsulari.
2. Fase della spongiosi: un'intensa attivazione osteoclastica innesca il riassorbimento della strutture ossee determinando un aspetto a spugna.
3. Fase della sclerosi: in seguito al riassorbimento osteoclastico, l'attività osteoblastica provoca la deposizione di nuovo materiale osteo-fibrillare disorganizzato e non regolare.

Se tale trasformazione ossea avviene lungo i bordi ossei della finestra ovale, il processo può estendersi lungo il legamento della finestra, con progressivo irrigidimento della platina della staffa.
Nel caso in cui i focolai otosclerotici si presentino in altre parti della capsula labirintica, la malattia può risultare asintomatica o determinare sofferenza cocleare con ipoacusia neurosensoriale.

## Profilo clinico
L'otosclerosi è spesso asintomatica; tuttavia, a causa della natura progressiva, può manifestarsi un'ipoacusia lentamente ingravescente. In più della metà di casi di otosclerosi sintomatica, possono presentarsi acufeni. Le vertigini sono invece molto meno frequenti.

## Profilo diagnostico
L'esame otoscopico è normale. Per questo, la diagnosi deve essere posta mediante:
- Timpanometria: il timpanogramma può risultare normale. Tuttavia, l'innalzamento della frequenza di risonanza delle strutture timpano-ossiculari può esitare in una diminuzione dell'ampiezza dei profili timpanometrici.
- Esame audiometrico tonale liminare che dimostra un deficit per le frequenze acute in caso di ipoacusia neurosensoriale e un deficit per le frequenze medie e gravi in caso di ipoacusia trasmissiva o mista.
- Il riflesso stapediale è assente nelle forme gravi. Nelle forme intermedie si presenta con anomalie di morfologia varia.

## Complicanze
Nonostante l'otosclerosi non tenda ad evolversi oltre un'ipoacusia medio-grave, talvolta può tradursi in sordità. Variazioni dell'entità acufenica e delle vertigini possono presentarsi in corso malattia e testimoniare l'estensione del processo osteo-disfrofico lungo la superficie capsulare.

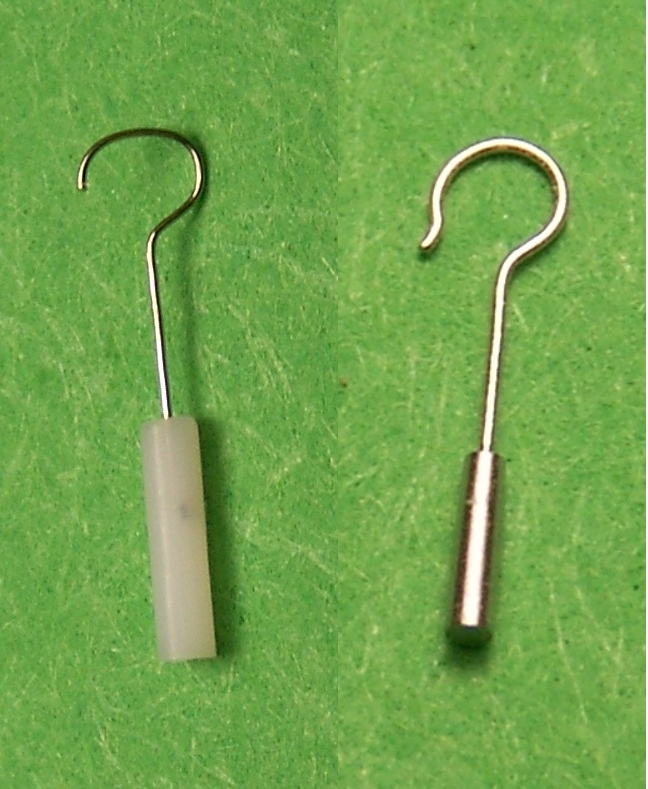
Protesi per la sostituzione della staffa in seguito ad intervento di stapedectomia.

## Terapia
La terapia medica ha il solo significato di impedire l'evoluzione della malattia in fase attiva; a questo scopo è possibile utilizzare sali di fluoro per cercare di rendere più stabile il tessuto osseo. La terapia è prettamente chirurgica. Attualmente all'intervento di stapedectomia è preferito l'intervento di stapedoplastica: questo consiste nella rimozione della porzione di staffa comprendente la testa e i due archi; la platina rimane in sede. La protesi - realizzata in teflon, titanio o teflon-platino -  viene posta, quindi, in continuità con la catena ossiculare e, attraverso un foro praticato nella platina, con il labirinto, ripristinando così l'efficace trasmissione delle onde pressorie. La protesi viene solidarizzata al foro mediante frammenti di spugna di gelatina o tessuto connettivo prelevato dal paziente stesso durante l'intervento. 
Nei pazienti con ipoacusia moderata nei quali si debba trattare l'unico orecchio udente, in quelli non candidabili all'intervento o che lo rifiutino, è possibile utilizzare una protesizzazione acustica.